# کلاودیو مرلو
کلاودیو مرلو (به ایتالیایی: Claudio Merlo) بازیکن فوتبال و اهل ایتالیا است که از سال ۱۹۶۹ میلادی عضو تیم ملی فوتبال ایتالیا بوده و در ۱ بازی ملی حضور داشته‌است. او در بازی‌های ملی‌اش گلی به ثمر نرساند.
کلاودیو مرلو آخرین بازی ملی خود را در سال ۱۹۶۹ میلادی انجام داد.